# Walter Leigh
Walter Leigh (* 22. Juni 1905 in London / Wimbledon; †  gefallen 12. Juni 1942 bei Tobruk in Libyen) war ein britischer Komponist und Pianist.
Leigh studierte in Cambridge und von 1927 bis 1929 in Berlin an der Hochschule für Musik bei Paul Hindemith, dessen Persönlichkeit und Werk starken Eindruck auf ihn machten. Walter Leigh war unter anderem musikalischer Leiter des Festival Theatre Cambridge, für das er fast jede Woche neue Bühnenmusik schrieb. Er bekam Aufträge von der BBC und mehreren Londoner Theatern. 1941 trat er der britischen Armee bei und fiel im Alter von 36 Jahren am 12. Juni 1942 in der Nähe von Tobruk in Libyen.
Sein früher Tod gilt als schwerer Verlust für das britische Musikleben.
Walter Leigh komponierte eine komische Oper, eine Operette, Orchesterwerke, mehrere Bühnenmusiken, Filmmusik, Werke für Amateure, Kammermusik, Klavierstücke und Lieder.
Das Concertino für Cembalo (oder Klavier) und Streicher von 1934 ist Leighs bekanntestes Werk und eines der besten Stücke seiner Gattung im 20. Jahrhundert. Es wurde u. a. von Kathleen Long, George Malcolm und Trevor Pinnock eingespielt.
Leighs Werke sind heute nahezu vergessen. Einzig sein Concertino erfreut sich in Großbritannien und vereinzelt auch bei Amateurorchestern in Deutschland bleibender Beliebtheit.
Beim britischen Label Dutton erschien 2004 eine CD (CDLX 7143) mit Leighs sämtlicher Kammermusik. Im Jahr 2007 wurde beim Label Lyrita (SRCD.289) eine CD mit den wichtigsten Orchesterwerken Leighs wiederveröffentlicht. 2015 erschien beim selben Label ein BBC-Mitschnitt von Leighs komischer Oper Jolly Roger aus dem Jahr 1972 (Lyrita REAM.2116).

## Werke (Auswahl)
- Reverie für Violine und Klavier, 1922
- Student String Quartet, 1929
- Three movements für Streichquartett, 1930 (Wilhelm Hansen Verlag)
- Sonatina für Viola und Klavier, 1930 (Comus Edition, 2004)
- Music for String Orchestra, 1931 (Kalmus Verlag)
- Suite für Amateurorchester, 1931
- Aladdin, or Love will find out the Way, Pantomime, 1931
- Trio für drei Klaviere, 1932
- The Pride of the Regiment or Cashiered for his Country, Operette, 1932
- Jolly Roger or The Admiral's Daughter, komische Oper, 1933
- Pett and Pott, Trickfilmmusik, 1934
- The Song of Ceylon, Filmmusik, 1934
- Drei Stücke für Amateurorchester, 1934
- Concertino für Cembalo (oder Klavier) und Streicher, 1934 (Kalmus Verlag)
- Trio für Flöte, Oboe und Klavier, 1935
- Charlemagne, Musik für ein Hörspiel, 1935
- Agincourt (Jubilee Overture) – Ouvertüre für Orchester, 1935 (zum 25. Regierungsjubiläum von Georg V.)
- The Frogs (Die Frösche von Aristophanes), Schauspielmusik, 1936
- A Midsummer Night's Dream (Ein Sommernachtstraum von William Shakespeare), Schauspielmusik, 1936
- Nine Sharp, Revue, 1938
- The Little Revue, 1939
- Sonatina für Altblockflöte und Klavier, 1939 (Schott Verlag)
- Eclogue für Klavier, 1940 (Oxford University Press)
- Romance für zwei Violinen, Viola, Cello und Klavier
- Air für Sopranblockflöte und Klavier (Forsyth Brothers Ltd.)
- 3 Walzer für zwei Klaviere
- Klavieralbum für Klavier
- Polka für Klavier
- Five Playtime Pieces für Klavier
- Piano Album für Klavier